# Stronsay
Stronsay (del antiguo nórdico, Strjons-oy) es una isla localizada en el archipiélago de las Órcadas, en Escocia. La isla ocupa una superficie de 32,7 km² y alberga una población de 343 personas. El punto más alto de la isla lo constituye el Burgh Hill, a 44 m sobre el nivel del mar.
La fauna de la isla incluye numerosas aves marinas, siendo su mayor representante el gaviotín ártico (Sterna paradisaea).
La isla alberga una escuela de educación primaria y secundaria.
- Datos: Q1758466
- Multimedia: Stronsay / Q1758466